# Battaglia di Copenaghen (1801)
Nella prima battaglia di Copenaghen, (in danese: Slaget på Reden) si affrontarono il 2 aprile 1801 una flotta della Royal Navy, sotto il comando dell'ammiraglio sir Hyde Parker, contro la flotta della Danimarca-Norvegia, ancorata nel porto di Copenaghen. In questa battaglia divenne famoso l'attacco comandato dall'ammiraglio Horatio Nelson che, disubbidendo all'ordine di Parker di ritirarsi, distrusse la maggior parte delle navi danesi prima che venisse accordata una tregua.

## Antefatto
La battaglia ebbe luogo dopo un intenso lavoro delle diplomazie nell'ultima metà del 1800 e l'inizio del 1801. La Russia ed i paesi scandinavi mantenevano una neutralità armata nei confronti delle guerre napoleoniche, nelle quali si affrontavano l'Inghilterra e la Francia del primo console Napoleone Bonaparte. Le vittorie di quest'ultimo nel continente europeo avevano dato alla Gran Bretagna la sensazione di una grave minaccia alla sua sopravvivenza, specialmente per il rifornimento delle merci che provenivano dai paesi scandinavi. I regni di Danimarca e Norvegia temevano a loro volta la Russia e la Francia molto più di quanto non temessero l'Inghilterra.
Agli inizi del 1801, il governo britannico preparò una flotta a Yarmouth, con l'obiettivo di intimorire i danesi e i norvegesi prima del disgelo del Mar Baltico, che avrebbe consentito alla flotta russa di lasciare le sue basi di Kronštadt e Reval (nome tedesco di Tallinn, attuale capitale dell'Estonia). La flotta partì l'11 marzo, raggiungendo Skagen il 17 dello stesso mese.

## La battaglia
Il disaccordo esistente tra Parker e Nelson impedì di sviluppare la dimostrazione di forza programmata. L'ingresso di una fregata inglese per consentire una discussione sulla contesa venne respinto e le due flotte si prepararono al combattimento formando una linea difensiva con le loro navi nella parte occidentale della baia di Copenaghen.
Le strade verso Copenaghen erano impervie e ben difese ed è per questo che gli inglesi furono costretti ad un attacco frontale sul porto.
Con le 12 navi di minore pescaggio, Nelson condusse l'attacco attraverso i banchi di sabbia ed iniziò l'azione bellica non appena si ruppero i negoziati.
Durata più di quattro ore, la battaglia fu un combattimento ravvicinato, con quattro navi britanniche Elephant, Defiance, Russel e Bellona, incagliate nei banchi di sabbia. In un certo momento della battaglia, Parker alzò il segnale di evitare il combattimento, ma Nelson era determinato a vincere ed ignorò l'ordine.
Qualche ora più tardi, e dietro un intenso cannoneggiamento della baia e degli edifici vicini, Nelson offrì i termini della resa che i danesi e norvegesi accettarono. Le perdite britanniche furono di 350 morti e 850 feriti.

## Conseguenze
Nonostante la chiara sconfitta, non fu questo l'ultimo degli scontri dei danesi e norvegesi contro i britannici. Nel 1807 la flotta inglese tornò nella baia di Copenaghen per combattere una seconda battaglia.

## Nelle arti
La composizione musicale La Speranza (Håbet o The Hope) di Frederik Magle raffigura la battaglia. È stato commissionato dalla Regia marina danese e ha debuttato nel 2001 per commemorare il 200 ° anniversario della battaglia.

## Navi coinvolte

### Regno Unito
Flotta di Nelson
- Polyphemus 64 (capitano John Lawford)
- Isis 50 (capitano James Walker)
- Edgar 74 (capitano George Murray)
- Ardent 64 (capitano Thomas Bertie)
- Glatton 54/56 (capitano William Bligh)
- Elephant 74 (flag of Vice-Adm. Lord Nelson, capitano Thomas Foley)
- Ganges 74 (capitano Thomas Francis Fremantle)
- Monarch 74 (capitano James Robert Mosse †)
- Defiance 74 (2nd flag of Rear-Adm. Thomas Graves, capitano Richard Retalick)
- Russell 74 (capitano William Cuming)
- Bellona 74 (capitano Thomas Boulden Thompson)
- Agamemnon 64 (capitano Robert Devereux Fancourt)
- Désirée 36 (capitano Henry Inman)
- Amazon 38 (capitano Edward Riou †)
- Blanche 36 (capitano Graham Eden Hamond)
- Alcmène 32 (capitano Samuel Sutton)
- Jamaica 24 (capitano Jonas Rose)
- Arrow (ship-sloop, capitano William Bolton)
- Dart (ship-sloop, capitano John Ferris Devonshire)
- Cruizer (brig-sloop, comandante James Brisbane)
- Harpy (brig-sloop, comandante William Birchall)
- Discovery (bombarda, comandante John Conn)
- Explosion (bombarda, comandante John Henry Martin)
- Hecla (bombarda, comandante Richard Hatherill)
- Sulphur (bombarda, comandante Hender Whitter)
- Terror (bombarda, comandante Samuel Campbell Rowley)
- Volcano (bombarda, comandante James Watson)
- Zebra (bombarda, comandante Edward Sneyd Clay)
- Otter (brulotto, comandante George M'Kinley)
- Zephyr (brulotto, comandante Clotworthy Upton)

riserva di Parker

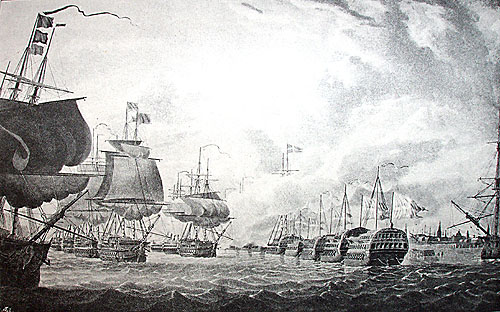
La prima battaglia di Copenaghen

- London 98 (flag of Admiral Sir Hyde Parker, primo capitano William Domett e secondocapitano Robert Walker Otway)
- St George 98 (capitano Thomas Masterman Hardy)
- Warrior 74 capitano Charles Tyler
- Defence 74 (capitano Henry Paulet)
- Saturn 74 (capitano Robert Lambert)
- Ramillies 74 (capitano James William Taylor Dixon)
- Raisonnable 64 (capitano John Dilkes)
- Veteran 64 (capitano Archibald Collingwood Dickson)

### Danimarca-Norvegia
Fischer's division in the King's Deep
- Prøvesteenen 52/56 30/32 (3-decker battleship, rebuilt as a two-deck defensionsskib ('defense-ship'), capitano L. F. Lassen
- Wagrien 48/52 26/28 (2-decker ship of the line, 1775, later cut down in size), capitano F.C. Risbrich
- Jylland 48/54 26/28 (Originally 70 gun 2-decker ship of the line, 1760, later cut down in size), capitano E.O. Branth
- Dannebrog 64 26/28 (flag, 2-decker ship of the line, 1772), capitano F.A. Bruun
- Sjælland 74 30/32 (vascello a due ponti, 1776), capitano F.C.L. Harboe
- Holsteen 64 26/28 (vascello, 1772), capitano J. Arenfelt
- Indfødsretten 64 26/28 (vascello a due ponti, 1786), capitano Albert de Thurah

Altre:
- Rendsborg 20 (pram), tenente comandante C.T. Egede
- Nyborg 20 (pram) tenente comandante C.A. Rothe
- Sværdfisken 18/20 (radeau, 1764), sottotenente S.S. Sommerfeldt
- Kronborg 22 (fregata, 1779), primo tenente J.E. Hauch
- Hajen 18/20 (radeau, 1793), sottotenente Jochum Nicolay Müller
- Elven 10 (fregata, 1800), tenente comandante H. Holsten
- Flådebatteri No. 1 20 (Grenier's float/Floating Battery No. 1 1787), tenente di vascello Peter Willemoes
- Aggershus 20 (Defensionsfartøj 'defence vessel') 1786), primo tenente T. Fassing
- Charlotte Amalia 26 (Old Danish East Indiaman), capitano H.H. Kofoed
- Søehesten 18 (radeau 1795), primo tenente B.U. Middelboe
- Hielperen 16 (Defensionsfregat 'defence frigate'), primo tenente P.C. Lilienskiold